# البرتو لوپز (بازیکن فوتبال، زاده ۱۹۸۸)
البرتو لوپز (انگلیسی: Alberto López؛ زادهٔ ۹ مارس ۱۹۸۸) بازیکن فوتبال اهل اسپانیا است.
از باشگاه‌هایی که در آن بازی کرده‌است می‌توان به باشگاه ورزشی رئال مایورکا اشاره کرد.